# デ・リブローナ島

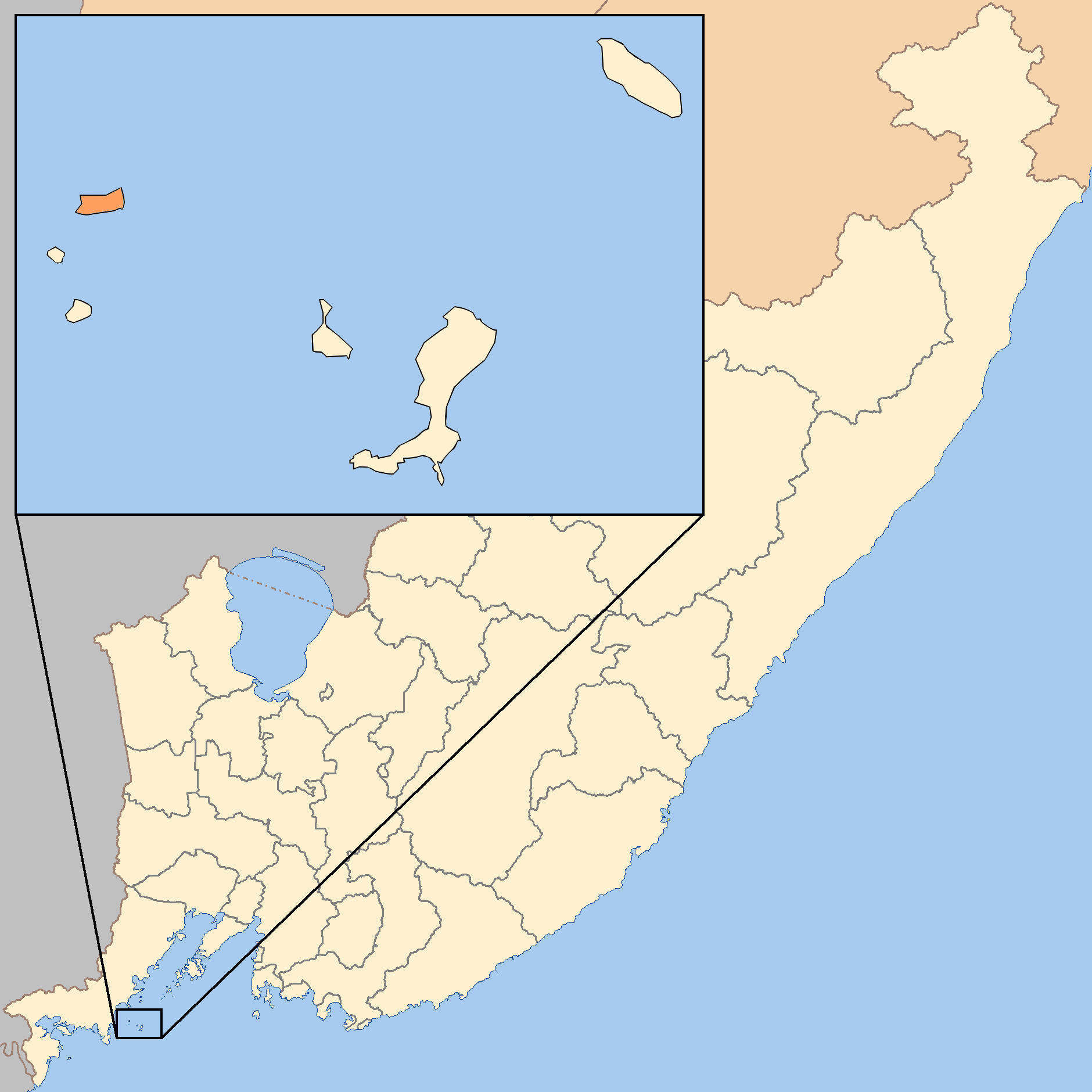
島の位置

デ・リブローナ島(デ・リブローナとう、露語：Остров Де-Ливрона)とは、日本海北西部のピョートル大帝湾のリムスキー=コルサコフ諸島に属する島である。ウラジオストクから約63キロ南西に、スラヴャンカから約19km北に位置している。行政上はロシア連邦沿海地方ハサン地区に属する。島全域が極東国家海洋保護区（DVGMZ、Дальневосточный морской заповедник）に指定されている。

## 名称
コルベット«Калевала»の乗組員К. Де-Ливронаが名前の由来である。1863年に名付けられた。

## 地理
面積は0.39km2、最高点は58.5m。落葉樹や低木が生い茂っている。海岸線は岩がちで急峻であり、西海岸にわずかな砂浜がある。島の南東に同名のバンクがある。